# Кусекеєво (Чекмагушівський район)
Кусеке́єво (рос. Кусекеево, башк. Күсәкәй) — село у складі Чекмагушівського району Башкортостану, Росія. Входить до складу Урняцької сільської ради.
Населення — 349 осіб (2010; 387 у 2002).
Національний склад:
- татари — 83 %